# Aigrefeuille-d'Aunis

Aigrefeuille-d'Aunis este o comună în departamentul Charente-Maritime, Franța. În 1 ianuarie 2022 avea o populație de 4.578 de locuitori.